# Klaus Bauer
Klaus Bauer (* 19. Mai 1942) ist ein deutscher Rechtsanwalt und ehemaliger Präsident des Bayerischen Anwaltsgerichtshofs.

## Werdegang
Bauer studierte in München Rechtswissenschaft. 1972 promovierte er bei Klaus Tipke, Köln, über ein steuerrechtliches Thema. Im gleichen Jahr trat er als Regierungsrat z. A. in die bayerische Finanzverwaltung ein. 1975 wechselte er in die Anwaltschaft. Seit 1978 ist er auch Fachanwalt für Steuerrecht.

## Tätigkeit
Schwerpunkte der beruflichen Tätigkeit von Bauer sind das Erbrecht, Gesellschaftsrecht und Steuerrecht. Auf diesen Gebieten berät und vertritt er Privatleute, Unternehmen und Steuerberater („Berater der Berater“). Hierüber referiert er auch laufend in Fortbildungsveranstaltungen für Anwälte und Steuerberater.
Bauer war Lehrbeauftragter an der Ludwig-Maximilians-Universität München für Vertragsgestaltung und Präsident des Bayerischen Anwaltsgerichtshofs. Er publizierte über steuerrechtliche Fragen in der Reihe „Steuerrecht im Rechtsstaat“, einer Länderreihe zum internationalen Erbrecht und in einem Handbuch zum anwaltliche Vergütungsrecht und ist Ehrenmitglied des Münchener Anwaltvereins.

## Ehrungen
- 2008: Verdienstkreuz am Bande der Bundesrepublik Deutschland

## Werke (Auswahl)
- Internationales Erbrecht Österreich, mit Schömmer, Hans-Peter und Faßold, Heidemarie; München: Beck, 2003, ISBN 3-406-50584-8
- Internationales Erbrecht Schweiz mit Hans-Peter Schömmer; München: Beck, 2001, ISBN 3-406-47379-2
- Internationales Erbrecht Niederlande mit Hans-Peter Schömmer; München: Beck, 2001, ISBN 3-406-47378-4
- Internationales Erbrecht Italien mit Schömmer, Hans-Peter; Faßold, Heidemarie; München: Jehle Rehm, 1997, ISBN 3-8073-1286-2
- Der Dualismus Betriebsausgaben – Werbungskosten, Steuerrecht im Rechtsstaat, 1974, Dissertation, ISBN 3-406-04222-8
- Vergütungsrecht, Münchener Anwaltshandbuch, Herausgeber Teubel, Joachim und Scheungrab, Karin, München: Beck, 2. Auflage, 2011, ISBN 978-3-406-61898-7